# Ennio Bìspuri
Ennio Bìspuri (Roma, 8 ottobre 1943) è uno scrittore e critico cinematografico italiano.

## Biografia
Nato a Roma, si è laureato in Filosofia presso l'università degli studi La Sapienza con una tesi sul linguaggio cinematografico moderata da Emilio Garroni. Inizia ad occuparsi di critica cinematografica e filosofia sul finire degli anni settanta con pubblicazioni su Federico Fellini e Nietzsche, unitamente all'attività di docente liceale. Successivamente è diventato direttore degli Istituti di Cultura Italiana in vari paesi del mondo tra cui Germania, Algeria e Argentina.
Agli inizi degli anni 1980 è entrato nel mondo della televisione grazie al programma Il caso Nietzsche, ideato da lui e trasmesso su Rai 2.
Grande studioso di Totò, ha pubblicato ben cinque libri sulla vita e l'arte del comico napoletano, tra cui Vita di Totò (2000) e Totò attore (2010).. Si è dedicato anche ad altre pubblicazioni, tra cui un romanzo e una monografia su Ettore Scola e altri saggi sul cinema italiano dedicati ai telefoni bianchi e al neorealismo rosa. 
Ha inoltre collaborato con le riviste Fellini/Amarcord, Lumière, Cinema Nuovo, Cinecritica, Astolfo, Forum Italicum e Quaderni del cinema italiano.

## Vita privata
È padre della regista e sceneggiatrice Laura Bispuri e del fotoreporter Valerio.

## Opere

### Romanzi
- Katabasis. Cronache da una stanza fumosa, Palermo, Edizioni Ila-Palma, 1989, ISBN 978-8877040695.

### Saggi
- Nietzsche. Il volto nascosto dell'Oriente, Roma, Edicoop, 1980, ISBN 978-8863544480.
- Federico Fellini, il sentimento latino della vita, Roma, Edizioni Il ventaglio, 1981.
- Totò principe clown, Napoli, Guida, 1997, ISBN 978-8871881577Peso.
- Vita di Totò, Roma, Gremese, 2000, ISBN 978-8884409997.
- Interpretare Fellini, Rimini, Guaraldi, 2003, ISBN 978-8880492146.
- 978-8878701038, Ettore Scola, un umanista del cinema italiano, Roma, Bulzoni, 2006.
- Totò attore. La più ampia e definitiva biografia artistica, Roma, Gremese, 2010, ISBN 978-8884406361.
- Totò in 100 parole, Roma, Gremese, 2014, ISBN 978-8884408594.
- Il cinema italiano in 100 parole, Roma, Gremese, 2015.
- Totò Kolossal, Roma, Gremese, 2016.
- Il cinema dei telefoni bianchi, Roma, Bulzoni, 2020.
- Il neorealismo rosa, Roma, Bulzoni, 2022.